# Ščors (opera)
Ščors (v ukrajinském originále Щорс, op. 29) je opera o pěti dějstvích a šesti obrazech ukrajinského skladatele Boryse Mykolajovyče Ljatošynského. Jejím námětem je postava mladého ukrajinského organizátora Rudé armády Mykoly Ščorse. Libreto ukrajinského básníka Maksyma Tadejovyče Ryľského (1895–1964) přepracoval Ivan Antonovyč Kočerha (1881–1952). Opera měla premiéru v Kyjevě 14. září 1938. Druhá verze opery z roku 1948 pod názvem Vojevůdce (Полководець) měla premiéru o 18. února 1970 tamtéž.

## Vznik a historie
Borys Ljatošynskyj se ve 20. letech a první polovině 30. let 20. století rychle stal vůdčí postavou mezi ukrajinskými hudebními skladateli. Jeho dílo v té době náleželo do specifického ukrajinského proudu zvaného „vitalismus“, v němž Ljatošynskyj kombinoval expresionismus a avantgardní hudební postupy s vlivem ukrajinské lidové hudby. Jedním z vrcholů tohoto tvůrčího období byla jeho první opera Zlatá obruč (1930), triumfálně přijatá v divadlech v Oděse, Kyjevě a Charkově, ale velmi rychle stažená z repertoáru pod vlivem stranické kritiky, která opeře vyčítala konstruktivismus, formalismus a symbolismus, tedy její nesrozumitelnost a cizost pro sovětského diváka. Pod tímto ideologickým tlakem byl Ljatošynsykyj v polovině 30. let nucen přizpůsobit svůj styl vládnoucímu socialistickému realismu.
Jeho druhá opera byla v podstatě politickou zakázkou. Od roku 1935 byl na Stalinův popud budován kult organizátora Rudé armády na Ukrajině v letech 1918–1919, „ukrajinského Čapajeva“, Mykoly Ščorse. Vedle např. přejmenování měst vyvrcholil tento kult výpravným filmem Oleksandra Dovženka Ščors z roku 1939, ale neméně než tři ukrajinští skladatelé byli pověřeni úkolem napsat na tento námět operu, totiž Volodymyr Jakovyč Joryš (1899–1945), Serhij Serhijovyč Ždanov (1907–1968) a právě Borys Ljatošynskyj.
Tvorba této opery spadala do jednoho z nejintenzivnějších kulturních tažení Stalinovy doby, jehož začátkem bylo veřejné odsouzení Šostakovičovy opery Lady Macbeth Mcenského újezdu (1936). Počátkem roku 1937 byla ve stranickém časopise Muzyka podrobena tvrdé kritice Ljatošynského 2. symfonie, navíc byla označena za dílo zvláště podporované tehdejším předsedou Svazu ukrajinských skladatelů P. Karpovem, který se vzápětí jako údajný trockista stal obětí stalinistických represí. Nebezpečná nálepka „trockismu“, která na symfonii a potažmo jejím autorovi ulpěla, přiměla skladatele rychle se pustit do práce na požadované opeře Ščors, již dosud odkládal pro práci na instrumentaci Lysenkovy opery Taras Bulba.
Původní libreto napsal básník Maksym Ryľskyj, s nímž Ljatošynskyj dříve spolupracoval mj. právě na Tarasu Bulbovi. Ryľskyj byl však podezírán z ukrajinského nacionalismu a libreto bylo podrobeno ideologickým výtkám, které vedly k jeho předání Ivanu Kočerhovi. Ten přepsal dílo ve smyslu, který odpovídal atmosféře stalinských procesů ve 2. polovině 30. let, a snažil se mj. zbavit tvůrce opery nařčení z „trockismu“. Do děje byla zařazena – a to dokonce jako ústřední – epizoda, v níž hrdina Ščors odmítá následovat „zrádný“ rozkaz svého nadřízeného, lidového komisaře vojenství Lva Trockého, a místo toho se obrací se žádostí o pokyny a pomoc na Stalina.
Opera byla uvedena v roce 1938 a byla úspěšná přinejmenším v tom, že prokázala Ljatošynského politickou spolehlivost; roku 1939 se stal předsedou Svazu ukrajinských skladatelů. Skladatel se však stylu socialistického realismu podvoloval bez přesvědčení a zkušenost se Ščorsem jej definitivně odradila od psaní dalších oper.
Ljatošynskyj se k opeře vrátil po druhé světové válce a v roce 1948 provedl její revizi. Tato doba však byla ve znamení nového zostření ideologického tlaku na hudbu (po odsouzení opery Velké přátelství Vana Muradeliho rezolucí Ústředního výboru KSSS v únoru 1948), který dopadl i na Ljatošynského ostrou kritikou první verze jeho 3. symfonie. Nová verze Ščorse, pod změněným názvem Vojevůdce, nakonec byla uvedena až po skladatelově smrti (1968), a to v kyjevském divadle v roce 1970. Mnohem větší význam pro rehabilitaci Ljatošynského operního díla však mělo až nové nastudování Zlaté obruče o rok později ve Lvově.

## Charakteristika
Libreto opery je sestaveno do pěti dějství po vzoru romantické velké opery. Každé dějství má jedno konkrétní téma osvětlující jednu stránku titulního hrdiny: první dějství ukazuje počátky Ščorsovy činnosti jako partyzánského vůdce, druhé ukazuje jeho schopnosti jako organizátora řádného vojska, třetí jeho spjatost s prostým lidem, čtvrté jeho politickou neochvějnost a jasnozřivost, páté pak jeho osobní hrdinství. Poslední dějství je rozděleno na dva obrazy: první z nich popisuje Ščorsovu dramatickou smrt, druhý je statickým výjevem pohřebního obřadu hrdiny a je jakýmsi epilogem celé opery. Mezi postavami výrazně dominuje postava hlavního hrdiny; jeho partnerem je především kolektivní soubor partyzánů, později vojáků. Z epizodních postav mají výraznější úlohu Ščorsův spolehlivý, ale politicky nedostatečně osvícený pobočník Sokaľs'kyj, starý rolník Zaľotov – představitel kozácké tradice, mladý a odvážný Hryc', hlavní padouch zrádce Zapara nebo lékař, reprezentant váhavé a politicky nespolehlivé inteligence. Ze dvou ženských postav je Ščorsovou partnerkou Lija (jejím předobrazem byla Ščorsova skutečná partnerka, čekistka Fruma Rostova), jejíž odhodlání a bolševická pravověrnost nezůstávají Ščorsovým nic dlužny. Kontrastní lyričtější stránku ženství zosobňuje Halja, jíž je dovolen i strach, obavy a smutek. Zatímco Halja Ščorsovi přináší piroh, Lija mu přináší leninské slovo.
Skladatel popsal svou hlavní snahu v opeře (již žánrově určil jako „lidově-hrdinskou“) takto: „Nevzdávaje se lyričnosti a maje jí v opeře, z mého hlediska, dostatek, věnoval jsem zvláštní pozornost tomu, aby mé dílo nabylo hrdinskou povahu, neboť tento rys Ščorsovy osoby mne jako skladatele ze všech nejvíce přitahoval a právě jeho hrdinství a odvahu jsem se rozhodl učinit východiskem veškeré mé práce na této opeře.“ Základem celé hudební struktury jsou wagnerovsky pojímané příznačné motivy spojené s osobami individuálními a kolektivními (hlavní motiv Ščorse, motiv Bohunského pluku) i s abstraktními ideami („vůle velitele“, „vůle k vítězství“). Současně se Ljatošynskyj snažil opeře vtisknou lidově-písňový charakter podle tehdejších ideologicko-uměleckých měřítek, jejichž vzorem byla Dzeržinského opera Tichý Don. Skladatel nemohl být s výsledkem díla vznikajícího pod ideovým tlakem z uměleckého hlediska spokojen; podle V. Baleyho (The New Grove Dictionary of Opera) byl Ščors „stylistická katastrofa“.

## Děj opery

### 1. dějství
(Les v okrese Zlynka) Zdálky je slyšet střelbu a výbuchy. Z jedné strany přichází dívka Halja, z druhé strany vstupují rolníci a dělníci: všichni hledají vůdce bolševických partyzánů Mykolu Ščorse (duet rolníka a Halji Hej, divčyno, što robyš tut u lisi?). Z lesa vybíhá špion Zapara a tvrdí, že partyzáni byli Němci poraženi a Ščors zabit. Lidé mu však nevěří. Přichází též Lija, i ona hledá Ščorse.
Zatímco Zapara si o samotě obvazuje zdravou ruku, přichází hlavní oddíl partyzánů pějící vítěznou píseň (Hej, zavdaly nimcjam kljatym). Zapara jim tvrdí, že viděl, jak byl Ščors raněn, ale partyzáni provolávají svému veliteli slávu. Ten se brzy objevuje sám, spolu s pobočníkem Sokaľs'kým a nově rekrutovanými partyzány včetně Liji a Halji. Ščors vyzává soudruhy k dalšímu boji pod vedením Lenina a strany (árie Tovaryši! Ce ne ostannij bij). Pak se vyptává nových druhů, co je přivedlo. Halja mu vypráví, že jí otce zabili hajdamáci a bratry uvěznili Němci. Lija zase byla v jiném partyzánském oddíle, který byl rozprášen, a přišla ke Ščorsovi, protože slyšela, že v Moskvě viděl samotného Lenina a přinesl na Ukrajinu jeho slovo. Ščors přisvědčuje. Vtom vbíhá strážný s novinkou, že Němci se znovu formují k útoku. Ščors velí do zbraně.

### 2. dějství
(Zčásti pobořené panské sídlo v Uněči, štáb Ukrajinského povstaleckého pluku) Zapara připravuje telefonní vedení. Zaznívá vojenská píseň (Ta stelys', stelys', barvinočku). Zapara přesvědčuje vystrašeného lékaře, že Uneča je obklíčena Němci a že bude všemu brzo konec: lékaři nepomůže ani jeho status civilisty (scéna Tavaryšu, ce štab bohuns'kyj?).
Přichází Halja a nese na talíři piroh pro Ščorse. Ten vychází z domu s dalšími veliteli pluku a kárá Halju: nemůže přece on jíst pirohy, když jeho vojáci nemají ani černý chléb. Posílá ji dát piroh raněným. Svým pobočníkům dává nekompromisní rozkazy. Nejsou náboje do kulometu? Musí se z něčeho vyrobit! Není obuv pro vojáky? Nechť je obyvatelům Uneči nařízeno, aby ušili 500 párů. Lékaře kárá za to, že je příliš mnoho nemocných ve špitále. Však on se tam projde a hned všem přejde horečka. Pak přijímá od Zaľotova hlášení o úspěšném přepadu německého oddílu, při němž byla ukořistěna řada zbraní (scéna A što take neseš?)
Když všichni odejdou, prozpěvuje si Ščors lidovou píseň (Oj polja, vy polja). Připojuje se k němu Lija; Ščors ji vítá a odvádí do svého příbytku (zpěv Ty vernulas' v naši mužni lavy).
Nastane tma. Několik vzbouřenců sváže strážného, a když vyjde Ščors, vyčítají mu, že vystavuje své lidi zbytečně riziku života, a chtějí nad ním pořádat soud. Ukáže se, že Ščors má v ruce granát: drží vzbouřence v šachu. Ostatní se seběhnou a zneškodní je, Ščors jim však ještě dává šanci odčinit svou hanbu v boji. Na jeho výzvu skládají všichni přísahu věrnosti revoluci (zpěv Svoju hanbu šče možete vy zmyty).

### 3. dějství

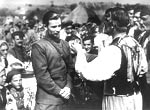
Ščors vítán vesničany; záměr z filmu Olexandra Dovženka

(Před krčmou ve vsi Demjanivka) Ščorsův důstojník Hryc', zdejší rodák, a Halja verbují vesničany do Rudé armády (píseň Po lisach ta po bajrakach). Mnoho rolníků se chce přidat. Tu se objeví německé a hejtmanské vojsko. Na radu Hryc'ova otce Prokopenka všichni předstírají, že se slaví svatba Hryc'e a Halji (píseň Jak nalynulo simsot holubiv). Německý důstojník, když vidí svatbu, ihned rozkazuje zrekvírovat proviant. Hůře nastane, když Zapara v hejtmanské uniformě rozpozná Hryc'e a lest odhalí. Nastává potyčka, kterou přeruší křik, že se blíží rudé vojsko. Němci a hejtmanovci ve zmatku utíkají, vesničané vytahují uschované zbraně a pronásledují se (píseň vesničanů My baťkiv trudjaščich dity).
Po přestřelce se většina vesničanů vrací, z druhé strany přicházejí Ščors a Sokaľs'kyj. Seznamují se s rolníky – novými rekruty a Zaľotov jim vypráví, proč se pluku říká „bohunský“ (árie Otož zvemo my polk Bohuns'kym. Na Ščorsův pokyn se pokračuje ve svatebním veselí, po kterém se má vojsko zformovat a vydat na Kyjev (sbor Jak nalynulo simsot holubiv a píseň Hryc'e Ech, i pide vsja zemlja u tanec', u tanec' a kozáček).

### 4. dějství
(Štáb 44. divize, nádražní hala) Halja marně čeká na Hryc'e, který zůstal na druhé straně fronty. Nikdo o něm nemá zprávy. Všichni vědí, že se Kyjeva jde zmocnit Petljura, a je otázka, co dále. Jak vysvětluje Sokaľs'kyj, je zde rozkaz lidového komisaře obrany Trockého, aby se divize stáhla k Orlu. Lija ale považuje tento rozkaz za hloupost, ano možná za zradu revoluce – Ščors jistě hodlá táhnout na Kyjev (dialog Pohovory s Mykoloju choč ty se zpěvem Liji V ohni Ukrajina), veden leninským slovem, které je praporem i rozkazem.
Přichází Ščors. Skutečně se zdráhá poslechnout Trockého rozkazu, chce táhnout na Kyjev a věří ve vítěznou budoucnost (árie Nastane deň, i zahude zemlja). Oznamuje, že poslal posla do Caricynu ke Stalinovi o radu a pomoc. Halja přichází se zprávou, že Hryc' byl zabit. Rudoarmějci totiž přivádějí zajatce, mezi nimi i Zaparu v petljurovské uniformě, který tvrdí, že Ščorsova posla ke Stalinovi zastřelili. Ščors je dává odvést a dodává svým zdrceným spolubojovníkům odvahy.
Tu přichází Hryc' živ a zdráv s oddílem bojovníků od Caricynu poslaných Stalinem a s příkazem vyrazit na Kyjev. Všichni provolávají slávu Stalinovi a oddíly se řadí k pochodu na hlavní město Ukrajiny (píseň Ne spišy lukava zrada).

### 5. dějství
(1. obraz – 30. srpna 1919, frontová pozice 1. bohunského pluku, poblíž vesnice Bilošyci) Probíhají těžké boje. Ščors musí poslat část svého oddílu na pomoc 3. pluku. Dozvídá se, že se právě do štábu vrátila z Moskvy Lija s dopisem od Lenina (duet Ščorse a Liju Vperse my zustrilis' pered bojem). – Další postup Ščorsova vojska ohrožuje nepřátelský ostřelovač s kulometem. Ščors organizuje jeho zničení granátem a vysílá do útoku jeden z útvarů, jejž vyzývá k boji za revoluci a za komunismus. V následné vřavě jej zasáhne střela z kulometu. Ščors s Leninovým jménem na rtech umírá.
Zvěst o velitelově smrti jde od úst k ústům. Vojáci zpívají kozáckou píseň Kozaka nesuť i konja veduť.
(2. obraz) Na témže místě u lafety se Ščorsovým tělem stojí čestná stráž. Sokaľs'kyj a Lija drží smuteční řečí vyzývající „bohunce“ do dalšího boje. Bohunský pluk zpívá odhodlanou píseň (Chaj triščiť pid nami kryha): Mykola Ščors je vede dál.